# NGC 2225
NGC 2225 — рассеянное скопление в созвездии Единорог.
Этот объект входит в число перечисленных в оригинальной редакции «Нового общего каталога».
В скоплении наблюдается нехватка ярких звёзд. Наиболее распространены звёзды в диапазоне видимых звёздных величин от +16 до +22. Радиус скопления составляет не более 1,2'.